# Antananarivo-Atsimondrano
Antananarivo-Atsimondrano é um distrito de Madagascar, pertencente à região de Analamanga. É composto por dezessete comunas e, segundo o censo de 2011, tinha uma população de 554 478 habitantes.

## Comunas[2]
- Alakamisy Fenoarivo
- Alatsinainy Ambazaha
- Ambalavao
- Ambatofahavalo
- Ambavahaditokana
- Ambohidrapeto
- Ambohijanaka
- Ampahitrosy
- Ampanefy
- Ampitatafika
- Andoharanofotsy
- Andranonahoatra
- Androhibe Antsahadinta
- Ankadimanga
- Ankaraobato
- Anosizato Andrefana
- Antanetikely
- Bemasoandro
- Bongatsara
- Fenoarivo
- Fiombonana
- Itaosy
- Soalandy
- Soavina
- Tanjombato
- Tsiafahy